# La Mendieta
La Mendieta es una localidad y municipio del departamento San Pedro, provincia de Jujuy, Argentina; a 16 km de la capital departamental y a 47 km de la capital provincial, a la vera de la Ruta Provincial 56.
Se encuentra ubicada dentro del valle del río San Francisco de Jujuy, a 35 km de la confluencia de los ríos Grande y Lavayén que luego forman el río San Francisco.

## Clima
La zona presenta un clima subtropical húmedo, que favorece el cultivo de la caña de azúcar, tabaco y otros cultivos tropicales que conforman el principal sustento económico de la región.  Su clima tiende a ser cálido la mayor parte del año, pudiéndose observar temperaturas superiores a los 30 grados durante el verano y la primavera y aún en ciertas semanas del otoño y el invierno. Ello se debe a varias razones, entre ellas su baja altura, su ubicación cercana al Trópico de Capricornio y en especial a la influencia de los vientos cálidos que provienen del norte del país. Durante el invierno las temperaturas pueden ubicarse entre los 10 y 20 gradoslo que sin embargo no impide la presencia de nieve en la mayoría de los años aunque sea por un solo día, pues en ocasiones y por pocos días las temperaturas mínimas durante dicha estación se acercan a los cero grados. En cambio las altas temperaturas, durante prácticamente todas las estaciones son constantes y para nada raro que el termómetro supere los 40 grados, pero debido a la leve diferencia de altura con San Pedro de Jujuy el clima durante todo el año es dos o tres grados más fresco en La Mendieta.

## Economía
En esta localidad se encuentran las empresas Ingenio Río Grande S.A.C.A.A. é I., uno de los primeros ingenios fundados en la región, cuya principal actividad es la producción de azúcar y alcohol; y la empresa Río Grande Energía S.A. que se dedidca a la deshidratación de alcohol para su posterior entrega al mercado del biocombustible.

## Demografía
Contaba con 4081 habitantes (Indec, 2010), frente a los 3,812 habitantes (Indec, 2001) del censo anterior.
La mayor parte de la población de La Mendieta, al igual que del resto de la provincia puede catalogarse como mestiza, aunque fenotípicamente se evidencia claramente el mayor componente indígena, pese a lo cual el nivel de autorreconocimiento de dicha condición es extremadamente bajo. La población blanca es escasa, aunque se observa la llegada de blancos provenientes de Córdoba pero en porcentajes bajos. La única minoría son los pobladores de origen boliviano. En prácticamente toda familia jujeña hay un ascendiente de origen boliviano aunque sus descendientes desdeñan obtener su nacionalidad boliviana y mantienen solo la nacionalidad argentina. Ello no impide que un porcentaje importante de la población sea boliviana.http://www.eltribuno.info/la-migracion-boliviana-es-un-fenomeno-historico-n64221
La localidad de La Mendieta fue construida por el Ingenio Rio Grande, que estratifico a las personas según su nivel de ingresos construyéndoles casas más o menos grandes de acuerdo con su nivel de ingreso en el mismo Ingenio. Sin embargo no hay notables diferencias entre los barrios de la localidad y aun las casas de los ingenieros que son las mejores no tienen lujo alguno. No hay zonas tugurizadas en La Mendieta aunque el barrio Las Aves tiene casas excesivamente chicas pero dignas. Las diferencias sociales son relativamente escasas y casi todos los habitantes pertenecen a la clase trabajadora y a lo sumo son de clase media como los ingenieros de la empresa Rio Grande. Sociológicamente en La Mendieta no hay grandes diferencias pues los dueños del Capital no viven en la localidad. Las diferencias son menores. EL poblado es homogéneo y hermoso por donde se lo mire pese a la falta de mantenimiento de las obras públicas existentes.

## Transporte
La Mendieta no cuenta con Terminal del ómnibus propia, pero puede conectarse con la cercana San Pedro de Jujuy, la cual cuenta con una Terminal que conecta a sus pobladores y a los de localidades vecinas como La Mendieta mediante servicios de ómnibus que conectan a diario a dicha localidad con Buenos Aires, Córdoba, Mendoza, Salta, San Miguel de Tucumán y por supuesto con localidades jujeñas tales como San Salvador de Jujuy, Libertador General San Martín y Perico.
Pese a la ausencia de la Terminal, La Mendieta se conecta con San Pedro mediante el servicio de ómnibus de dos empresas. La "Empresa Argentina" envía colectivos durante todo el día para cubrir la ruta entre San Pedro de Jujuy y La Mendieta con paradas entre otros lugares en "La reserva", el cementerio, Sauzal, y la municipalidad. De igual manera la "Empresa General Savio" cubre la ruta entre San Pedro y San Salvador de Jujuy pasando por La Mendieta y conectando a la misma con las dos ciudades mencionadas. 
Aunque La Mendieta no cuenta con Aeropuerto por su ubicación puede servirse de dos aeropuertos que se encuentran a corta distancia. En primer el Aeródromo más importante de la Provincia de Jujuy, el Aeropuerto Internacional Gobernador Horacio Guzmán "El Cadillal" (en la localidad de Perico) que se ubica a 30 kilómetros de distancia y desde donde se puede volar a Buenos Aires (Aeroparque Jorge Newbery), Córdoba(Aeropuerto Internacional Ingeniero Ambrosio Taravella) y Mendoza (Aeropuerto Internacional Gobernador Francisco Gabrielli) y desde dichas ciudades al resto de la Argentina y las ciudades más importantes de América y Europa. En segundo lugar se sirve del Aeropuerto Internacional de Salta Martín Miguel de Güemes que se ubica a 78 kilómetros de la localidad y que cuenta con una amplia oferta de vuelos a la Argentina a los aeropuertos de Buenos Aires (Aeroparque Jorge Newbery), Córdoba (Aeropuerto Internacional Ingeniero Ambrosio Taravella) y Mendoza (Aeropuerto Internacional Gobernador Francisco Gabrielli) y al Aeropuerto Internacional de Puerto Iguazú. El aeropuerto de Salta, también brinda a San Pedro acceso a vuelos hacia el exterior a las ciudades de Lima en Perú (Aeropuerto Internacional Jorge Chávez) y Santa Cruz de la Sierra en Bolivia (Aeropuerto Internacional Viru Viru).

## Toponimia
En honor a sus dueños de la finca. Posiblemente vascos.
La Mendieta existió originariamente como finca cuyos títulos de propiedad datan del tiempo de los españoles. El nombre “Mendieta” es vasco, por lo que se supone que sus primeros dueños legales fueron del mismo origen. La casa principal de esta finca fue denominada  “sala de los matos”, por encontrarse ubicada al margen del arroyo Los Matos. En la década de 1890 se constituyó en Salta una compañía integrada por los hermanos Manuel Alvarado y Faustino Alvarado y por el Sr. Müller, quienes compraron la estancia para instalar un ingenio azucarero. Esta compañía se abocó a la construcción de la fábrica azucarera a la que denominó “El Porvenir” pero, con el paso del tiempo, fue vendido en remate público (1.904) y su nombre pasó a ser La Mendieta.

## Patrona
- Nuestra Señora de La Merced, cuya festividad es el 24 de septiembre.

## Sismicidad
La sismicidad del área de Jujuy es frecuente y de intensidad baja, y un silencio sísmico de terremotos medios a graves cada 40 años.
- Sismo de 1863: aunque dicha actividad geológica catastrófica, ocurre desde épocas prehistóricas, el terremoto del 4 de enero de 1863 (162 años),[2] señaló un hito importante dentro de la historia de eventos sísmicos jujeños, con 6,4 Richter. Pero nada cambió extremando cuidados y/o restringiendo códigos de construcción.[1]
- Sismo de 1948: el 25 de agosto de 1848 (176 años) con 7,0 Richter, el cual destruyó edificaciones y abrió numerosas grietas en inmensas zonas[2][1]
- Sismo de 2009: el 6 de noviembre de 2009 (15 años) con 5,6 Richter

## Parroquias de la Iglesia católica en La Mendieta
| Diócesis  | Jujuy                       |
| --------- | --------------------------- |
| Parroquia | Nuestra Señora de la Merced |